# Aimerico III di Narbona
Aimerico III di Narbona (XII secolo – febbraio 1236), noto in spagnolo come Aimerico Pérez de Lara, fu visconte di Narbona dal 1194 fino alla sua morte. Fu un membro della casata dei Manrique de Lara. Durante tutto il suo regno dovette combattere pretese di sovranità su di lui e sul suo viscontato e fino al 1223 la sua reggenza fu caratterizzata dalla crociata albigese.

## Origine
Aimerico, secondo la Gran enciclopèdia catalana, era figlio del Visconte di Narbona e signore di Molina de Aragón, Pedro Manrique de Lara, e, come ci viene confermato dal documento n° XXXIX della Histoire générale de Languedoc: avec des notes et les pièces, Volume 5, della prima moglie, l'infanta Sancha Garcés (Aymerico Narbonæ vicecomiti, domine meo, filio dominæ Sanciæ), figlia di García Ramírez di Navarra.

Pedro Manrique de Lara, secondo il Nobiliario del Conde de Barcelos Don Pedro era figlio del primo signore di Molina de Aragón, Manrique Pérez de Lara e di Ermesinda di Narbona († 1177), figlia di Aimerico II di Narbona e sorella della Viscontessa di Narbona Ermengarda.

## Biografia
Dopo l'abdicazione della viscontessa Ermengarda nel 1192, suo nipote ed erede, Pedro Manrique de Lara, un nobile castigliano, si recò a Narbona per ricevere il titolo di visconte e poi conferirlo al suo secondo figlio, Aimerico, insieme alla sovranità sul viscontato di Béziers (1194). Solo il castello di Montpesat ed il suo contado erano riservati a Pedro come possedimento a nord dei Pirenei . Aimerico riconobbe immediatamente la sovranità del conte Raimondo V di Tolosa, rendendogli omaggio come vassallo.

Nel 1193, Aimerico (Aymericus filius jam dicti comitis) compare nel documento n° XVII della Histoire générale de Languedoc: avec des notes et les pièces, Volume 5, assieme al padre Pedro (comitem Petrum, vicecomitem Narbonæ).
Nel 1202, poco dopo la morte di suo padre, Aimerico visitò l'Abbazia di Huerta, in Castiglia. Lì confermò tutti i doni e le concessioni fatte da suo padre e decretò che se fosse morto a sud dei Pirenei desiderava essere sepolto a Huerta. Nella carta che aveva redatto per confermare i possedimenti dell'abbazia, si autoproclamò "figlio del conte Pedro e della signora infanta Sancha, per grazia di Dio visconte di Narbona". Il titolo infanta impiegato da sua madre elevava Aimerico alla regalità, in quanto sua madre era la figlia del re García Ramírez di Navarra . La formula " per grazia di Dio " indicava la sua inferiorità rispetto a Dio ed a nessun altro, nonostante fosse vassallo nominale del Conte di Tolosa, ed il suo uso fu inaugurato nella sua famiglia da suo padre.

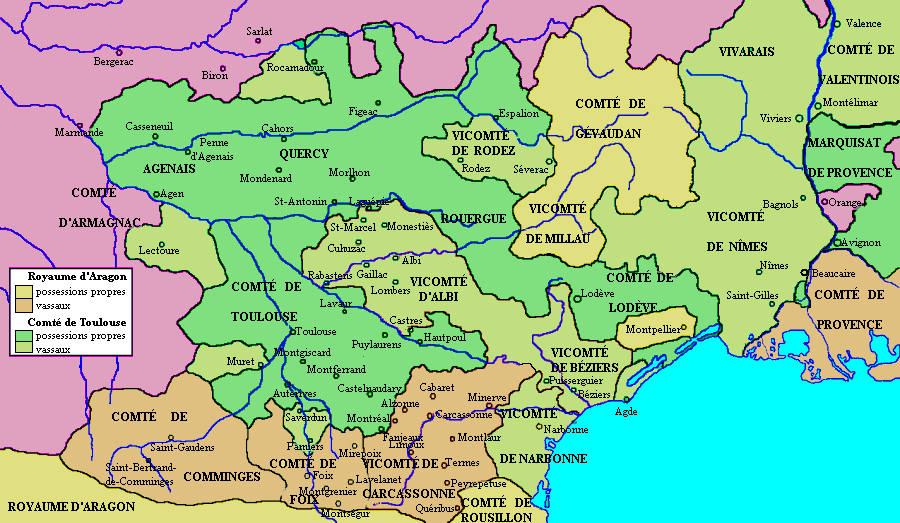
Mappa della Linguadoca al tempo della crociata albigese

Al suo ritorno in Francia, Aimerico giurò fedeltà a Raimondo V per tutti i suoi domini narbonensi, tra cui Montpesat, che aveva ereditato, e tutte le altre terre che possedeva.

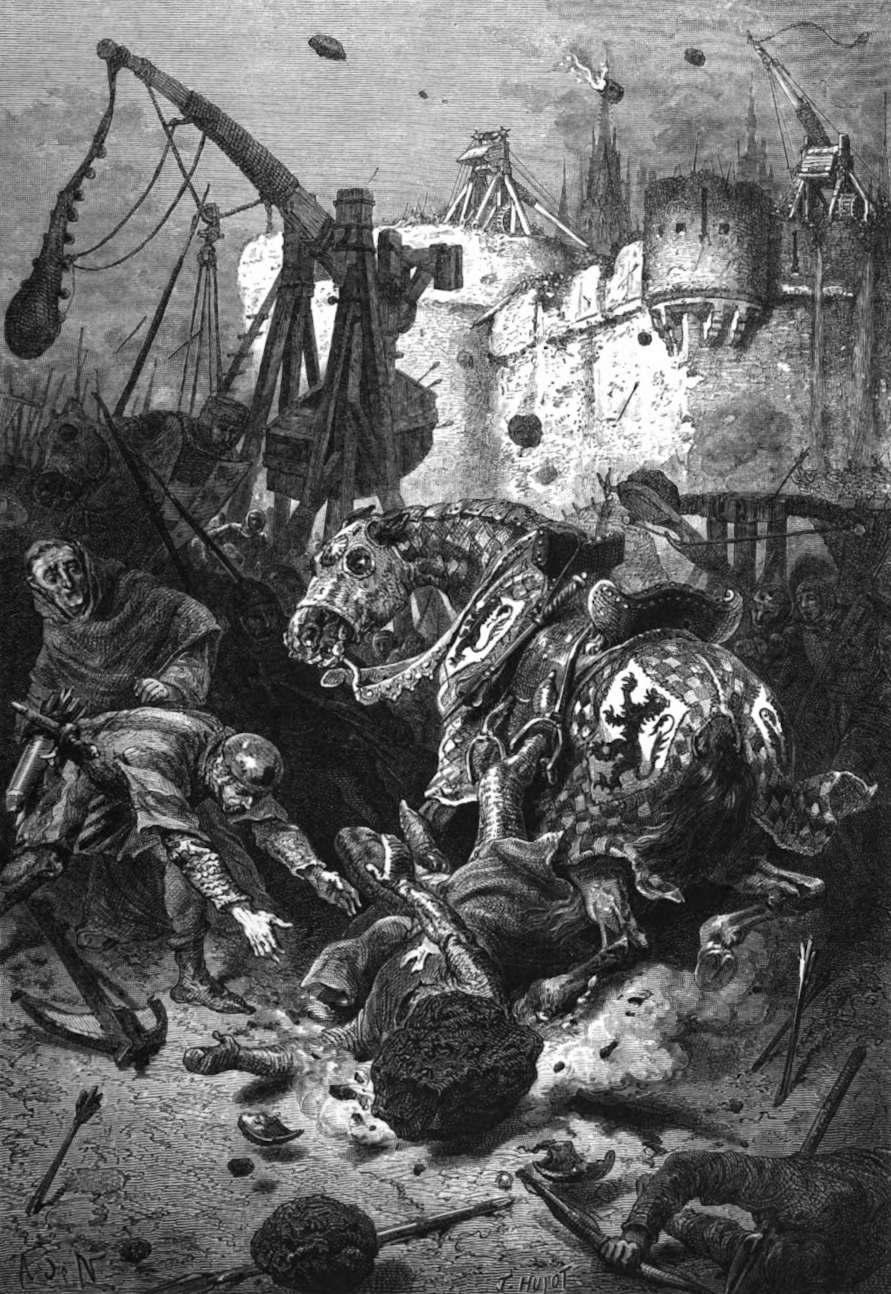
Il quadro di un artista moderno raffigurante l'assedio di Tolosa, al quale era presente Aimerico.

Dopo la battaglia di Muret nel 1213, Aimerico rifiutò di far entrare a Narbona Simon de Montfort, che dovette assediare la città. Aimerico guidò un'efficace resistenza che divise le truppe attaccanti e le costrinse a ritirarsi, togliendo l'assedio. L'anno successivo (1214), Aimerico fu uno di quelli che costrinse papa Innocenzo III a ordinare a Simone de Montfort di rendere omaggio a re Giacomo I d'Aragona per le sue terre nel sud della Francia. Quando Simone esitò a obbedire, Aimerico si preparò alla guerra, ma l'intervento del cardinale Pietro di Benevento, legato pontificio per la Provenza, evitò che scoppiasse un conflitto. Nell'aprile 1214 fu raggiunto un accordo di cui Aimerico e Simone de Montfort.
Nel 1215 Luigi il Leone, figlio del re di Francia Filippo Augusto, entrò nel territorio di Narbona con un esercito. Filippo aveva riconosciuto Simone come duca di Narbona e ora Luigi, agendo per conto di suo padre, ordinò la distruzione delle mura di Narbona, per impedire che qualsiasi resistenza alla volontà reale potesse essere esercitata in seguito. Più tardi in quell'anno si aprì il quarto Concilio Lateranense. Al suo ritorno dal consiglio, nel 1216, Arnaud Amaury tentò di convincere Aimerico e i cittadini di Narbona a rinunciare alla loro sottomissione a Simone, ma il duca di Narbona era al culmine del suo potere e il visconte e i cittadini rinnovarono la loro sottomissione e furono messi sotto la sua protezione.
Nel maggio 1217, Simone de Montfort fu costretto ad assediare Tolosa dopo che era caduta nelle mani del deposto conte Raimondo VI. Aimerico prese parte all'assedio e ricevette le lettere papali che difendevano le azioni di Simone ed incitavano Giacomo d'Aragona a sostenere Raimondo. Dopo la morte di Simone durante l'assedio (1218) e altri cinque anni di guerra, Raimondo si sottomise e fu nominato Duca di Narbona nel 1223. Aimerico gli rese omaggio per il suo viscontato.
Nonostante gli ultimi anni di Aimerico furono estremamente pacifici, egli dovette affrontare numerose vicissitudini interne. Il visconte morì nel febbraio del 1236, lasciando il viscontato a suo figlio, Amalrico; il Chronicon ecclesiæ Sancti Pauli Narbonensis, riporta la morte di Aimerico (dominus Aimericus de Narbona) il 25 febbraio.

## Matrimoni e Discendenza
La prima moglie di Aimerico fu una nobildonna catalana, Guglielma di Castellvell, moglie separata, dal 1202, del signore di Moncada e Visconte di Béarn, Guglielmo Raimondo di Moncada e madre diGuglielmo II di Montcada, Visconte di Béarn..
Dopo essersi separato da Guglielma, Aimerico sposò Adelaide di cui non si conoscono gli ascendenti, che secondo il Chronicon ecclesiæ Sancti Pauli Narbonensis, morì (obiit Adalaicis vicecomtissa Narbonae) nel 1222.
Aimerico si sposò per la terza volta con Margherita di Marly, una nobildonna francese, come viene confermato dal documento n° CCXV del Cartulaire de l'abbaye de Porrois, au diocèse de Paris, plus connue sous son nom mystique Port-Royal. Premier volume, 1204-1280, e che, secondo gli Obituaires de la province de Sens. Tome 1,Partie 2, morì (Marguerite vicecomtesse de Narbonne) nel 1232.

Forse i suoi cinque figli nacquero dal terzo matrimonio.; mentre altri sostengono che i primi figli potrebbero essere stati generati dal secondo matrimonio:
- Amalrico († 1270), Visconte di Narbona, come da documento n° CLXIX de la Histoire générale de Languedoc: avec des notes et les pièces, Volume 4[17].
- Ermengarda († dopo il 1232), citata nel documento n° CLXIX de la Histoire générale de Languedoc: avec des notes et les pièces, Volume 4[18].
- Margherita († dopo il 1232), citata nel documento n° CLXIX de la Histoire générale de Languedoc: avec des notes et les pièces, Volume 4[18]
- Alice († dopo il 1232), citata come suora in un donazione del padre all'abbaye de Porrois[19]
- Aimerico († dopo il 1232), citato nel documento n° CLXIX de la Histoire générale de Languedoc: avec des notes et les pièces, Volume 4[18]

### Fonti primarie
- (LA)  Histoire Générale de Languedoc, Tome V, Notess.
- (LA)  Histoire générale de Languedoc avec notes et pièces justificatives, Volume 5.
- (LA)  Cartulaire de l'abbaye de Porrois, au diocèse de Paris, plus connue sous son nom mystique Port-Royal. Premier volume, 1204-1280.

### Letteratura storiografica
- (FR)  LA VASCONIE.